# El Porvenir, Hidalgo kommun
El Porvenir är en ort i Mexiko.   Den ligger i kommunen Hidalgo och delstaten Michoacán de Ocampo, i den södra delen av landet, 160 km väster om huvudstaden Mexico City. El Porvenir ligger 2 128 meter över havet och antalet invånare är 832.
Terrängen runt El Porvenir är huvudsakligen kuperad. El Porvenir ligger nere i en dal. Runt El Porvenir är det ganska tätbefolkat, med 90 invånare per kvadratkilometer. Närmaste större samhälle är Ciudad Hidalgo, 8,5 km öster om El Porvenir. I omgivningarna runt El Porvenir växer huvudsakligen savannskog.